# Фарук-сіяр
Фарук-сіяр (*20 серпня 1685 —19 квітня 1719) — 9-й падишах з династії Великих Моголів у 1713–1719 роках.

## Життєпис

### Початкова кар'єра
Був сином шах-заде Азім-уш-шаха, онуком Бахадур-шаха I. Народився у м. Аурангабаді (сучасний штат Махараштра). У 1697 році ще за правління Ауранґзеба призначається субадаром (намісником) Біхара, Бенгалії та Орісси. На цій посаді залишався за правління наступних падишахів. Ймовірно не втручався у боротьбу за владу, тому зумів зберегти свою посаду. В цей час при ньому отримали вплив брати Сеїди — Хасан Лі-хан Барха та Хусейн Алі-хан Барха.

### Падишах
На початку 1713 року Фарук-сіяр вирішив виступити проти свого дядька Джахандара, який стрімко втрачав вплив у державі. 10 січня він зумів розбити імперське військо у Другій битві при Самугарсі (неподалік від Агри), а потім захопити Джахандара в Делі. Після страти останнього Фарук-сіяр посів трон падишаха.
Втім правління Фарук-сіяра було формальним: фактично правили брати Сеїди. Хасан отримав посаду великого вазиря, а Хусейн — субадара Алахабаду та Патни. Спочатку вдалося придушити спротив моголам у Декані. Водночас, щоб привернути на свій бік індуських раджів падишах скасував у 1713 році джизью (податок на невірник), впроваджений ще Аурангзебом.
Протягом 1713 року його намісник Мубаріз Хан досяг істотних успіхів. У 1714 році з успіхом було завершено війну проти Бутану.
Для зміцнення свого становища у 1715 році в імперії одружився з кашмірською (Наваб Фахр-ун-ніса) та раджпутською (Індіра Канвар) князівнами.
Протягом 1715–1716 років тривала запекла війна із сикхами, яка завершилася перемогою могольського війська під Гурдаспуром й взяттям у полон їхнього ватажка Банди Сінґха.
У 1716 році призначає субадаром Бенгалії Муршід Кулі-хана, який зумів стабілізувати економіку цієї провінції та почав сплачувати до імператорської скарбниці 10 млн дам щорічно. В подальшому Муршід став засновником династії набобів Бенгалії.
В той же період було укладено політичний та військовий союз з Османською імперією. У 1717 році видав фірман Британській Ост-Індській компанії на створення факторій та безмитну торгівлю в Бенгалії. Натомість компанія зобов'язувалася сплачувати 3 тисячі срібних рупій щорічно.
З часом Фарук-сіяр вирішив здихатися влади братів Сеїдів. Одного з них — Хусейна, він у 1716 році відправив субадаром Декану, якого по дорозі наказав вбити, проте замах провалився. Водночас став накопичувати сили для повалення влади Сеїдів. Втім більшість субадарів не підтримало падишахів. Хусейн Сеїд вирішив укласти мир із маратхами. Для цього домовився отримати від падишаха фірман на сварадж (внутрішню самостійність при визнанні влади Моголів загалом), який також давав право на податки чаутх та серденунх (35% від загального збору) на землях маратхів, в Гуджараті, Малві, Голконді, землях тамілів. Фарук-сіяр відмовився затвердити цю угоду й видати фірман. При цьому знову у 1717 році запровадив джизью. Тоді у 1718 році Хусейн Алі-хан Сеїд, домовившись з маратхами, зокрема пешвою Баладжі Вішванатхом, виступив на Делі.
Фарук-сіяр не наважився виступити проти Сеїдів. Тому почав вести перемовини, які закінчилися провалом. Зрештою під час нічного бою було захоплено Делі, Фарук-сіяра осліплено, запроторено до клітки й 19 квітня 1719 року вбито. Новим падишахом зроблено Рафі-уд-Дарджата.

## Культура
За часи правління падишаха було зведено мавзолей Шеш-Махал та мечеть Джама-Меджид у заснованому неподалік від Делі місті Фарукнагар.